# أموال الوقف
أموال الوقف هي الأموال التي من الممكن وقفها، لوجه الله تعالى في أحد وجوه الخير بنية أخذ الأجر والثواب من الله، وتتمتع المؤسسة أو الإدارة التي تقوم على الوقف ذمة مالية منفصلة ومستقلة عن ذمَّة الأشخاص المكونين لها، وتتعدد أنواع أموال الوقف ما بين وقف العقار، أو وقف المنقول، أو المشاع أو غيره، وقد برزت الطرق حديثة لاستثمار ‌أموال ‌الوقف مثل الاستصناع على أرض الوقف، أو الإجارة التمويلية لإعمار الوقف، أو المشاركة المتناقصة المنتهية بالتمليك، وإذا كانت الأموال الموقوفة لأناس متفرقين يمكن استثمارها عن طريق تأسيس الصناديق الوقفية، ثم يستثمر في مشاريع كبيرة، أم مصارف الوقف الخاصة فهي ما نص عليه الواقف، والعامة أن تكون في وجوه الخير والبر والإحسان، وأما إذا الواقف لم يعين مصرفاً لوقفه فالراجح من القول بصحة الوقف، وأنه يصرف في وجوه الخير، ومصالح المسلمين، ومن ذلك صرفه على الفقراء والمساكين.
التعريف الإفرادي:
الأموال: يُطلق المال على كل ما يملَّكه الإنسان، وسُمي بذلك لكونه مائلًا وزائلًا، ومفردها مال وهو ما له قيمة مادية، وجاز الانتفاع به.
الوقف: هو التحبيس أو التسبيل بمعنى واحد وهو لغة الحبس، ويقال وقفت كذا أي حبسته، وهو تحبيس الأصل وتسبيل المنفعة.
التعريف المركب:
أموال الوقف: يُعرّف الوقف بأنه حبس المنفعة من أحد الأصول التي يمكن الانتفاع بها دون بيعها وتقييدها لوجه الله تعالى في أحد وجوه الخير بنية أخذ الأجر والثواب من الله، ويشمل مال الوقف الأموال التي من الممكن وقفها، وتتنوع هذه الأموال لتشمل الكثير من الأشكال.

## صلاحيات إدارة أموال الوقف
وتتمتع المؤسسة أو الإدارة التي تقوم على الوقف بمجرد اكتسابها الشخصية الاعتبارية بالخصائص الآتية:
- ذمة مالية منفصلة ومستقلة عن ذمَّة الأشخاص المكونين لها.
- الأهلية القانونية لكي تستطيع مباشرة نشاطها وما يقتضيه ذلك من الإقرار لها بحق التقاضي.
- جنسية المؤسسة إذ لا بد أن يكون لها جنسية تربطها بدولة ما.
- اسم خاص لهذه المؤسسية ذات الشخصية الاعتبارية تميزها عن غيرها من الأشخاص الاعتبارية.

## أنواع أموال الأوقاف
1. وقف العقار: يصح وقف العقار من أرض ودور وحوانيت وبساتين ونحوها بالاتفاق[7][8][9][10][18]، لأن جماعة من الصحابة رضوان الله عليهم وقفوه، مثلما أوقف عمر رضي الله عنه أرضه في خيبر، ولأن العقار متأبد يبقى على الدوام.
2. وقف المنقول: اتفق الجمهور[19] غير الحنفية على جواز وقف المنقول مطلقاً، كآلات المسجد كالقنديل والحصير، وأنواع السلاح والثياب والأثاث، سواء أكان الموقوف مستقلاً بذاته، ورد به النص أو جرى به العرف، أم تبعاً لغيره من العقار، وإذ لم يشرطوا التأبيد لصحة الوقف، فيصح كونه مؤبداً أو مؤقتاً، خيرياً أو أهلياً.
3. وقف المشاع: يجوز عند الجمهور غير المالكية وقف المشاع الذي لا يحتمل القسمة، مع الشيوع، كحصة سيارة؛ لأن الوقف كالهبة، وهبة المشاع غير القابل للقسمة جائزة.
4. وقف حق الارتفاق: قال الشافعية والحنابلة[20] يجوز وقف علو الدار دون سفلها، وسفلها دون علو؛ لأنهما عينان يجوز وقفهما، فجاز وقف أحدهما دون الآخر، ولأنه يصح بيع العلو أو السفل، ولأنه تصرف يزيل الملك إلى من يثبت له حق الاستقرار والتصرف، فجاز كالبيع.
5. وقف الإقطاعات: وهي أرض مملوكة للدولة، أعطتها لبعض المواطنين ليستغلها ويؤدي الضريبة المفروضة عليها، مع بقاء ملكيتها للدولة، فإذا وقف المقطع له هذه الأرض لا يصح وقفه، لأنه ليس مالكاً لها، وكذلك لا يجوز للحكام والولاة والأمراء وقف شيء من هذه الإقطاعات إلا إذا كانت الأرض مواتاً.[21]
6. وقف أراضي الحوز: وهي أرض مملوكة لبعض الأفراد، ولكنهم عجزوا عن استغلالها، فوضعت الحكومة يدها عليها لتستغلها وتستوفي منها ضرائبها، فلا يصح وقفها؛ لأنها ليست مالكة لها، وإنما ما تزال ملكاً لأصحابها.
7. وقف الإرصاد: وهو أن يقف أحد الحكام أرضاً مملوكة للدولة لمصلحة عامة كمدرسة أو مستشفى، وقد عرف أن هذا جائز بحكم الولاية العامة، ولكن يسمى هذا إرصاداً لا وقفاً حقيقة.
8. وقف المرهون: قال الحنفية: يصح للراهن وقف المرهون؛ لأنه يملكه، لكن يبقى حق المرتهن متعلقاً بالمرهون، فإن وفى الدين تطهرت وخلصت العين المرهونة من تعلق حق المرتهن بها، وإلا فله أن يطلب إبطال الوقف وبيع المرهون، وبناء عليه يجبر القاضي الراهن على دفع ما عليه إن كان موسراً، أما إن كان معسراً فيبطل الوقف ويبيع العين المرهونة فيما عليه من الدين، وكذا لو مات، فإن كان له ما يوفي الدين، ظل الشيء موقوفاً، وإلا بيع وبطل الوقف، وقال الجمهور غير الحنفية لا يصح وقف المرهون.[22][23]
9. وقف العين المؤجرة: يصح عند الجمهور للمؤجر وقف العين المؤجرة، ولا يصح وقفها عند المالكية، ويصح عند المالكية للمستأجر وقف منفعة المأجور، ولا يصح وقفها عند الجمهور‌‌.
10. وقف المال الحرام: هو كل ما حرم الشارع دخوله في ملك المسلم لمانع، كالسرقة والغصب والربا والغش والتزوير، ولو كان بإذن مالكه كالقمار والاتجار بالمحرمات، وقد يوقفه صاحبه على وجه القربان أو على وجه التحليل:[24]
  - أولاً وقف المال الحرام على وجه القربة: وهذا لا يصح وقفه على وجه القربة أبدا، لقول النبي إن الله تعالى طيب لا يقبل إلا طيباً.
  - ثانيا وقف المال الحرام على وجه التحلل: المال الحرام المقبوض برضى مالكه وقد استوفى عوضه المحرم لا يرد الى مالكه ولا يكون ملكاً لكاسبه مثل أرباح الخمر والخنزير وآلات اللهو وغيرها، أما إذا كانت العين قائمة والمنفعة لم تستوف فيجب رد المال إلى مالكه[2]
11. وقف المنافع: لم يختلف العلماء في جواز وقف المنافع التابعة للأعيان، وإنما اختلفوا في وقف المنافع استقلالًا، ولهم في ذلك قولان:
  - القول الأول: عدم صحة وقف المنافع استقلالًا، وهذا مذهب الحنفية، والمالكية، والشافعية، والحنابلة، والظاهرية، والزيدية، والإمامية.[25]
  - القول الثاني: صحة وقف المنافع المملوكة وحدها، وهو المذهب عند المالكية، وهو قول عند الإمامية، والإباضية، وعليه رأي أكثر المجامع الفقهية وفتاوى المجامع الفقهية.[25]

## الطرق الحديثة لاستثمار ‌أموال ‌الوقف

### أولاً الأراضي والمباني والمزارع والنقود
1. الاستصناع على أرض الوقف: بأن تقوم جهات ذات سيولة ببناء مجمعات سكنية وتجارية ونحو ذلك على أرض الوقف بأقساط مؤجلة تستوفى من الإيجار المتوقع لهذا الوقف.
2. المشاركة المتناقصة المنتهية بالتمليك: حيث تكون الجهة الممولة شريكاً في مشروع الوقف وتخرج عن ملكيته بالتدريج حتى تعود كامل الملكية إلى الوقف.[11]
3. الإجارة التمويلية لإعمار الوقف: وذلك بإيجار الوقف لمدة طويلة نسبياً بأجرة تتمثل فيما سيقام على الأرض من بناء ومصنع ونحو ذلك.
4. صكوك المقارضة: وذلك بطرح تكلفة المشروع بصكوك يمول بها إنشاؤه، ثم تشترى هذه الصكوك من عائد الوقف شيئا فشيئا.
5. إبدال الوقف المستقل بوقف مشترك: بحيث يكون جمعها أجدى من الناحية الاقتصادية.
6. بيع بعض الوقف لإعمار الباقي حتى لا يبقى معطلا.
7. إقراض الوقف قرضا حسنا لإعمار نفسه، من الحكومة أو من المحسنين.

### ثانياً وقف النقود
وتكون بإحدى الخيارات التالية:
1. المرابحة للآمر بالشراء.
2. البيع بالتقسيط.
3. السلم.

وإذا كانت الأموال الموقوفة لأناس متفرقين يمكن استثمارها عن طريق تأسيس الصناديق الوقفية، التي تشكل وعاء عاما للجميع يضع فيه الواقفون نقودهم ثم يستثمر في مشاريع كبيرة.

## مواصفات إدارة أموال الوقف
لأجل أن تكون المؤسسات والهيئات التي يسند إليها القيام بأعمال النظارة على الأوقاف وإداراتها ذات شخصية اعتبارية لابد أن تتوفر فيها عنصرين هامين هما:
1. عنصر موضوعي: وهو وجود جماعة من الأشخاص يقصدون ‌إدارة ‌أموال ‌الوقف والنظارة عليها.
2. عنصر شكلي: هو اعتراف القانون لهذه المجموعة بالشخصية الاعتبارية، إما اعترافًا عامًّا عندما تكتسب بقوة القانون، أو خاصًّا من خلال اتخاذ الإجراءات اللازمة لحصول اعتراف النظام بالشخصية الاعتبارية لهذه المجموعة.[11]

## مقترحات لإدارة أموال الوقف
الملاحظ أن الموجودات الوقفية رغم كثرتها في العالم الإسلامي والتي تصل إلى ثمانمائة مليون، وفي بحث عن بلدة خليجية اتضح أن (17%) فقط من أموال الوقف مستثمرة و (83%) معطلة، مما يحتم علينا تحريك استثمارات الأوقاف في البلدان الإسلامية، وقد خرج البنك الإسلامي للتنمية بفكرة جيدة أرجو أن يقتدى بها، وهي تأسيس صندوق لتمويل استثمارات الوقف بناء ًعلى المقترحات التالية:
1. تأسيس بنك تكون مهمته تثمير أموال الوقف وموارده، وتمويل المشاريع الوقفية، وتطوير موجوداته ليس في البلد الذي ينشأ فيه إنما في أي بلد إسلامي آخر.
2. أن يقوم كل بنك إسلامي بإنشاء قسم لتشجيع وتمويل وتثمير الأوقاف بأساليب عصرية، ويقوم بتقديم دراسات الجدوى وتبني المشاريع الاستثمارية الوقفية.
3. التوعية بأهمية الوقف كونه ثروة وطنية هائلة غير مستفاد منها، وذلك بإصدار مجلة متخصصة في الوقف ومشاريعه، وجمع الإحصائيات وحصر أموال الوقف القابلة للاستثمار، أي بمعنى آخر تشكيل قاعدة معلوماتية لأموال الوقف لنلفت الأنظار إلى حجمها وأهميتها وتأثيرها على الثروة الوطنية.
4. تكوين لجنة منبثقة من مجمعكم الموقر مهمتها التركيز على طرح أساليب تنشيط استثمارات الوقف وموارده، ونشر الوعي لتنويعه، أي الخروج عن الطريقة النمطية التقليدية إلى طرق عصرية جديدة، وعقد ورش عمل لهذا الغرض في عدد من البلدان الإسلامية التي تتمتع بموجودات وقفية كبيرة، وأمام هذه اللجنة فرصة جيدة للاستفادة من المصارف والمؤسسات المالية الإسلامية المنتشرة بفضل الله في بلدان العالم.[26]

## روابط خارجية
- أموال الوقف ومصارفه
- استثمار أموال الوقف في القانون العراقي